# Fabián Hinkelmann
Fabián Hinkelmann OFM (?-1717), též Hinckelmann nebo Hincklman, nesprávně Henkermann, byl františkán původem z českých zemí (české františkánské provincie). Těžištěm jeho působení však byla zejména Malá Asie, kde působil deset let jako apoštolský misionář. Fabián Hinkelmann byl autorem kontroversistické příručky Medulla celebriorum controversiarum fidei vytištěné v Ingolstadtu v roce 1716. Jak sám v úplném titulu díla zaznamenal, jednalo se o pomůcku pro kontakt s evangelíky, kalvínisty, pravoslavnými a židy určenou primárně dalším misionářům, ale též všem řeholníkům a farářům. Bratr Fabián zemřel na misiích, ve Smyrně (dnes İzmir) 10. ledna 1717.